# 31e corps d'armée (France)
Pour les articles homonymes, voir 31e corps d'armée.
Le 31e corps d'armée (31e CA) est un corps de l'armée française, créé au début de la Première Guerre mondiale. De la date de sa création jusqu'en juin 1916, le corps d'armée occupe des secteurs de front en Lorraine. En juin, le 31e corps d'armée combat sur la rive gauche de la Meuse durant la bataille de Verdun. Par la suite, il occupe un secteur de front dans l'Argonne, avant d'être transporté en Italie en renfort après la défaite italienne de Caporetto. En mars 1918, le corps d'armée est rapatrié en France, pour faire face aux offensives allemandes, il est placé sur le front de la Somme jusqu'à la fin de la guerre.

## Création et différentes dénominations
- 8 septembre 1914 : corps d'armée provisoire Delétoille
- 12 octobre 1914 : renommé 31e Corps d'Armée
- 20 juin 1916 : renommé Groupement C
- 2 janvier 1917 : renommé Groupement ABC
- 24 janvier 1917 : renommé Groupement Z
- 6 février 1917 : renommé Groupement ZA
- 27 mars 1917 : renommé 31e corps d'armée

## Les chefs du31ecorpsd'armée
- 1914 - 1916 : général Delétoile
- 2 janvier 1917 : général Rozée d'Infreville
- 25 février 1918 - 11 février 1919 : général de Toulorge

## Première Guerre mondiale

### Historique

#### 1914
- 5 septembre : constitution.
- 5 - 12 septembre : engagé dans la bataille de la Mortagne ; au nord-est de Rambervillers.
- 12 - 28 septembre : progression au-delà de la Meurthe, dans la région Raon-l'Étape, Senones. Puis organisation défensive de la rive gauche de la Meurthe.

combats de détachements de poursuite dans la région Ban-de-Sapt, montagne d'Ormont. À partir du 22 septembre, occupation d'un secteur vers la montagne d'Ormont, Badonviller.
À partir du 26 septembre : extension du front à gauche jusqu'à la V.F. d'Avricourt.
- 28 septembre : dissolution du C.A.P. Delétoille.
- 3 octobre 1914 - 5 avril 1915 : reconstitution du CAP, puis transformation en 31e C.A. Occupation d'un secteur en Woëvre méridionale vers Lahayville et le sud d'Apremont-la-Forêt, étendu à droite, le 12 octobre jusqu'au-delà du bois Mare.

fréquents combats et guerre des mines dans ce secteur (Bataille de Flirey).

#### 1915
- 5 avril 1915 - 21 mai 1916 : engagé dans la 1re bataille de Woëvre.

5 - 11 avril : combat au bois Mort Mare. Puis occupation du même secteur (guerre de mines)
10 mai : légère réduction du front à droite jusqu'au bois de Mort Mare.

#### 1916
- 21 mai - 2 juin : retrait du front et mouvement vers le camp de Saffais ; instruction.
- 2 juin 1916 - 24 janvier 1917 : transport par V.F. dans la région de Revigny-sur-Ornain, puis mouvement dans la région de Givry-en-Argonne. À partir du 10 juin, engagé dans la bataille de Verdun, entre la Hayette et la Meuse au nord de Marre.

15 juin : combat au Mort-Homme.
25 juillet : le secteur est augmenté de Marre à Charny-sur-Meuse.
18 septembre : attaque française.
2 novembre : extension du secteur à gauche jusqu'à Avocourt.
du 6 au 10 décembre et les 28 et 29 décembre : attaques allemandes sur la cote 304.

#### 1917
- 24 janvier - 27 septembre : occupation d'un nouveau secteur vers Avocourt et le Four de Paris, lieu-dit sur la commune de Vienne-le-Château, Marne.

du 1er février au 9 mars, extension du front à droite jusque vers le bois d'Avocourt.
22 mars : extension du secteur jusqu'à l'Aisne.
10 mai : réduction du secteur à gauche jusqu'au four de Paris.
20 septembre : réduction à droite en deçà d'Avocourt.
- 27 septembre - 29 octobre : retrait du front et mouvement vers Mailly-le-Camp ; repos et instruction au camp. À partir du 25 octobre, mouvement vers Montmort-Lucy.
- 29 octobre - 2 décembre : transport par VF de la région d'Épernay vers l'Italie ; débarque dans la région Brescia, Desenzano del Garda. À partir du 5 novembre, rassemblement à l'ouest du lac de Garde, puis travaux et instruction dans la région de Vicence.
- 2 décembre 1917 - 9 février 1918 : mouvement vers le Piave et à partir du 5 décembre, occupation d'un secteur de la région de Rivasecca (Piave) à celle du monte Tomba.

avance allemande sur le front de l'armée italienne dans la région d'Asiago.
30 décembre : offensive française ; prise du monte Tomba.

#### 1918
- 9 février - 6 avril : retrait du front, mouvement vers Montebello ; repos et instruction. À partir du 20 mars, mouvement vers Villepenco, puis rassemblement au sud du lac de Garde en vue de l'occupation ultérieure de la position Garda, Adige. À partir du 24 mars, embarquement dans la région Vérone, Lonato et transport par V.F. dans la région Gournay-en-Bray, Gisors, Beauvais ; travaux.
- 6 avril - 8 août : mouvement vers Conty. À partir du 8 avril, occupation d'un secteur vers l'ouest de Morisel, Hangard (en liaison avec le front britannique). Engagé sur place dans la 2e bataille de Picardie. Combats très violents vers Hangard, Gentelles, le bois Sénécat et Castel.

29 avril : réduction du front à droite jusqu'au nord du bois de Sénécat.
1er mai : extension à gauche jusqu'à Villers-Bretonneux.
2 août : réduction à gauche, jusqu'à la route entre Amiens et Roye (relève par l'A.W.) et extension à droite jusque vers Morisel.
- 8 - 27 août : engagé (en liaison avec l'armée britannique), vers Moreuil dans la troisième bataille de Picardie. Progression jusqu'au front allant de la route Amiens Roye à l'Avre. Puis organisation d'un secteur dans cette région.

20 août : extension du front à gauche jusque vers La Chavatte.
- 27 août - 10 novembre : participation à la poussée vers la position Hindenburg ; progression jusqu’à la ligne Ercheu, région est de Nesle atteinte le 31 août.

4 - 9 septembre : progression jusque dans la région nord-est de Seraucourt-le-Grand, Hinacourt. Combats locaux, prise d'Essigny-le-Grand, de Contescourt.
À partir du 1er octobre : progression vers la position Hindenburg (Bataille de Saint-Quentin) d’abord jusqu’à la ligne est d’Urvillers, Neuville-Saint-Amand, atteinte le 5, puis jusqu’au front Bernot, région est de Montigny-en-Arrouaise, atteinte le 11 octobre.
11 - 25 octobre : engagé dans la bataille du Mont d'Origny. Combat violent pour le franchissement de l'Oise.
25 - 27 octobre : nouvelle progression jusqu'à la route Guise, Laon au sud de Guise. À partir du 4 novembre deuxième bataille de Guise (occupation de Guise) ; puis poursuite sur l’axe La Capelle, Haudroy (poussée vers la Meuse) jusqu’au 10 novembre.
- 10 - 11 novembre : retrait du front. Se trouve dans la région de Guise, lors de l'armistice.

### Rattachement
- 1re armée

5 - 28 septembre 1914
3 octobre 1914 - 23 mai 1916
6 avril - 11 novembre 1918
- 2e armée

3 juin 1916 - 27 septembre 1917
- 4e armée

27 septembre - 26 octobre 1917
- 5e armée

26 -30 octobre 1917
2 - 6 avril 1918
- 10e armée

30 octobre 1917 - 2 avril 1918
- Détachement d'armée de Lorraine

23 mai - 3 juin 1916